# Huari (tỉnh)
Tỉnh Huari (tiếng Tây Ban Nha: Provincia de Huari) là một tỉnh thuộc vùng Ancash của Peru. Tỉnh Huari có diện tích 2772 kilômét vuông, dân số thời điểm theo điều tra dân số ngày 11 tháng 7 năm 1993 là 63883 người. Tỉnh lỵ đóng ở Huari.